# Петров, Борис Николаевич (актёр)
Бори́с Никола́евич Петро́в (род. 15 мая 1939, Омск, СССР) — советский и российский актёр, наиболее известен благодаря своей долгой карьере в Челябинском государственном академическом театре драмы имени Наума Орлова. Народный артист РФ (1999), почётный гражданин Челябинской области (2009).

## Биография
Борис Николаевич родился в Омске, в детстве жил в коммунальной квартире. Его мать работала в школе, и, по словам Петрова, именно она настояла, чтобы сын получил полное среднее образование. Он мечтал стать лётчиком, но не был принят в училище по состоянию здоровья. С 1959 по 1962 год учился в студии при Омском драматическом театре, куда поступил после того, как не смог пройти вступительные экзамены во ВГИК. По её окончании работал в различных театрах Архангельска, Серова, Магнитогорска, Днепропетровска, Калининграда и Казани. Согласно его интервью, в целом за тот период он сменил 12 театров, в некоторых из них задержался не более одного дня. В 1974 году устроился в Челябинский Академический театр драмы, где остался благодаря успешной работе с режиссёром Наумом Орловым. Сыграл более 100 различных ролей, был удостоен нескольких премий.
Многие критики отмечали широкий диапазон актёрских возможностей Петрова. За свою карьеру он исполнял совершенно разные роли в пьесах современных и классических авторов, комические и трагические, появлялся в постановках многих театральных режиссёров. В Энциклопедии «Челябинск» он был назван ведущим актёром Челябинского театра драмы.

## Награды
- Заслуженный артист РСФСР (1985)
- Лауреат фестиваля «Югорская весна» (1997)[1]
- Приз за лучшую мужскую роль на фестивале «Сцена» (1998, 1999, 2000, 2002)[1]
- Народный артист РФ (1999)[1]
- Почётный гражданин Челябинской области (2009)[1][4]
- Медаль «За вклад в развитие Челябинской области» (27 сентября 2024) — за личный вклад в развитие, сохранение и популяризацию театрального искусства Челябинской области, преданность профессии